# 林懋舉
林懋舉（1510年—1568年），字直卿，號心泉，福建福州府懷安縣民籍閩縣人，明朝政治人物。同進士出身。

## 生平
嘉靖十三年（1534年）甲午科福建鄉試第三十一名舉人。嘉靖二十三年（1544年）中式甲辰科會試第九十八名，登第三甲第一百一十七名進士。授凤阳府推官，二十七年十一月行取南京工科給事中。出为苏州府知府，遷廣東巡海副使，三十八年升山东布政司左参政，四十一年二月晋广东按察使，遷本省右布政使，四十三年四月升广西左布政使，四十五年三月被劾不职，调简僻，遂辞官归。卒于隆庆戊辰（1568）年十二月十七日，享年五十有九。

## 家族
曾祖林瀛；祖父林夔；父林炅，贈南京工科给事中；母鄧氏，贈孺人。永感下。弟懋忠、懋譽、懋材、懋脩、懋功、懋章。